# سعودي آيدول
سعودي آيدول هو برنامج مسابقات غنائي سعودي وهو النسخة السعودية من البرنامج العالمي امريكان ايدول، أعلن عنه رئيس مجلس إدارة الهيئة العامة للترفيه في المملكة العربية السعودية، تركي آل الشيخ، بالشراكة بين هيئة الترفيه ومجموعة إم بي سي، يسلط البرنامج الضوء على الفن السعودي والموسيقى السعودية، ويعد من أضخم برامج الهواة التي ستعرض على شاشة إم بي سي، وبدا العرض الأول للبرنامج في 20 ديسمبر 2022.

## لجنة لتحكيم
تضم لجنة تحكيم الموسم الأول من سعودي آيدول كل من الفنانين: أصيل أبو بكر وأحلام الشامسي وأصالة نصري وماجد المهندس.

## تاريخ البرنامج

### الموسم الأول
في 16 مارس 2023 تُوجت المتسابقة همس فكري بلقب الموسم الأول بعد منافسة في الحلقة الختامية مع: ماجد العويد وعبد العزيز مانع. وحصلت همس فكري على عقد إنتاج ألبوم كامل مع شركة بلاتينوم ريكوردز، إضافة لفوزها بسيارة نيسان إكس تريل 2023.